# Medina caerulescens
Medina caerulescens là một loài ruồi trong họ Tachinidae.